# Nell Hall Hopman

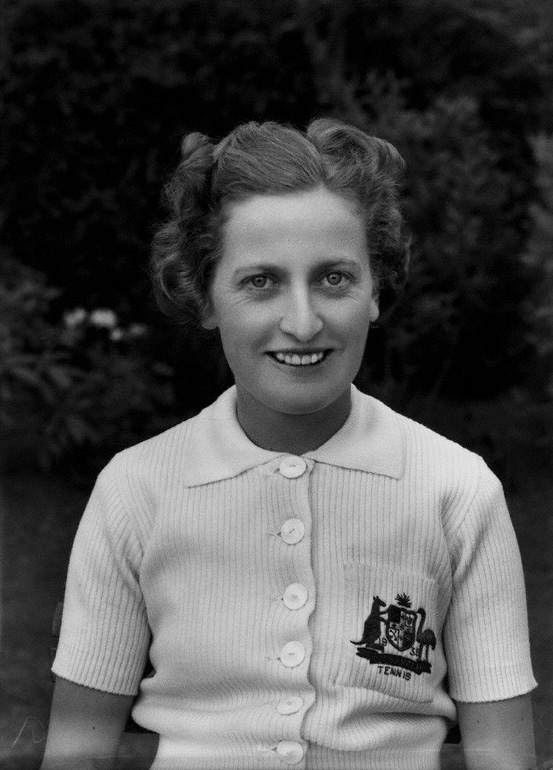
Nell Hall Hopman 1938.

Eleanor Mary "Nell" Hall, gift Hopman, född 9 mars 1909 i Coogee, Sydney, New South Wales, död 10 januari 1968 i Hawthorn, Victoria, var en australisk tennisspelare och speladministratör. 

## Tenniskarriären
Nell Hall ägnade sig under ungdomsåren under fritiden huvudsakligen åt pianospel, men spelade också tennis. Hon utbildade sig till pianolärare under stor självdisciplin och sägs dagligen ha övat sex timmar vid pianot. Hon fick 1928 ett stipendium för pianostudier utomlands men valde att stanna kvar i Australien och istället satsa på tennis. Som tennisspelare var hon självlärd vilket medförde att hennes spelstil förblev något "hemvävd". Bland annat använde hon samma sida av racketbladet för både forehand och backhand. 
Nell uppmärksammades av den tre år äldre tennisspelaren Harry Hopman och tillsammans ställde de upp i mixed dubbelklassen i 1930 års Australiska mästerskapsturnering. Paret vann titeln genom att i finalen besegra Marjorie Cox Crawford/Jack Crawford med 11-9, 3-6, 6-3. Paret Hall/Hopman vann mixed dubbeltiteln ytterligare tre gånger under 1930-talet, 1936, 1937, och sista gången 1939.
Nell och Harry gifte sig 1934, men paret förblev barnlöst. Båda makarna ägnade sig åt sportjournalistik och dessutom som tennistränare. 1935 ställde de upp i mixed dubbel i Wimbledonmästerskapen och nådde oseedade final. Nell har senare sagt att hon betraktade denna final som höjdpunkten av sin tenniskarriär, eftersom hon fick spela den på Wimbledons center-court.   
Nell var också en skicklig singelspelare och nådde 1939 singelfinalen i Australiska mästerskapen. Hon mötte där landsmaninnan Emily Hood Westacott som vann med 6-1, 6-2. Efter andra världskriget fortsatte Nell Hopman tenniskarriären, 1947 nådde hon åter singelfinalen i Australiska mästerskapen som hon förlorade mot Nancye Wynne Bolton (3-6, 2-6). Nell fortsatte sin karriär som spelare och vann tillsammans med Maureen Connolly dubbeltiteln i Franska mästerskapen 1954.

## Nell Hopman som lagledare
Nell Hopman var lagkapten för the Australian women's touring team som 1938 tillbringade nio månader i Europa, och USA, sponsrade av det australiska tennisförbundet med avsikten att ge kvinnliga spelare möjlighet att få internationell tävlingserfarenhet. Samma år blev hon officiell rådgivare inom tennisförbundet. I den rollen bjöd hon i början på 1950-talet in de amerikanska världsstjärnorna Louise Brough,  Doris Hart och Maureen Connolly till turneringsspel i Australien för att ge de bästa inhemska spelarna chansen att mäta sig med den internationella eliten.
Som ledare betonade Nell Hopman laget framför den individuelle spelaren. Hon var därför motståndare till att enskilda spelare genom sponsring av tennisförbundet fick möjlighet att på egen hand göra internationella träningsresor. Tillsammans med ett antal lovande kvinnliga tennisspelare gjorde Hopman 1961 en turneringsresa till USA. Efter hemkomsten anklagades hon av spelarna för sitt sätt att leda gruppen. Bland annat ansågs hon genom ett omfattande spelschema ha pressat spelarna för hårt och i övrigt visat brist på förståelse för deras behov och önskemål. Året därpå vägrade vissa spelare att följa med ett lag som leddes av Nell Hopman. 
Nell Hopman ledde åren 1964 och 1965 det australiska damlaget till seger i Federation Cup. 
Hopman avled 1968 av en hjärntumör.

## Grand Slam-titlar
- Australiska mästerskapen
  - Mixed dubbel - 1930, 1936, 1937, 1939
- Franska mästerskapen
  - Dubbel - 1954